# Михаљевци
Михаљевци су насељено место у саставу града Пожеге, у Славонији, Република Хрватска.

## Становништво
На попису становништва 2011. године, Михаљевци су имали 752 становника.

## Попис1991.
На попису становништва 1991. године, насељено место Михаљевци је имало 714 становника, следећег националног састава:
| Попис 1991.‍  | Попис 1991.‍  | Попис 1991.‍ | Попис 1991.‍ | Попис 1991.‍ |
| ------------ | ------------ | ----------- | ----------- | ----------- |
|              |              |             |             |             |
| Хрвати       | Хрвати       |             | 636         | 89,07%      |
| Срби         | Срби         |             | 55          | 7,70%       |
| Југословени  | Југословени  |             | 2           | 0,28%       |
| Руси         | Руси         |             | 1           | 0,14%       |
| Чеси         | Чеси         |             | 1           | 0,14%       |
| неопредељени | неопредељени |             | 9           | 1,26%       |
| непознато    | непознато    |             | 10          | 1,40%       |
| укупно: 714  |              |             |             |             |